# Corlay
Corlay (bretonisch Korle) ist eine französische Gemeinde mit 913 Einwohnern (Stand 1. Januar 2022) im Département Côtes-d’Armor in der Bretagne.

## Lage
In der 34 Kilometer südlich von Saint-Brieuc und 31 Kilometer nördlich von Pontivy gelegenen Gemeinde gibt es mehrere Ferienhäuser. Der nächstgelegene Bahnhof und Flughafen befindet sich in Saint-Brieuc. Corlay wurde 1790 zum Hauptort des Kantons. Anfang desselben Jahres wurde die erste Gemeindeverwaltung gewählt. Das Flüsschen Corlay verläuft weitgehend an der nördlichen Gemeindegrenze, bildet jedoch auch einen Stausee, an dem das Château de Corlay liegt.

## Bevölkerungsentwicklung
| Jahr                       | 1962 | 1968 | 1975 | 1982 | 1990 | 1999 | 2006 | 2016 |
| Einwohner                  | 1150 | 1088 | 1133 | 1071 | 1044 | 978  | 1028 | 957  |
| Quellen: Cassini und INSEE |      |      |      |      |      |      |      |      |

|  |  |

## Persönlichkeiten
- Jean Francis Philippe (1918–1977), Verwaltungsbeamter

## Baudenkmäler
Siehe: Liste der Monuments historiques in Corlay